# Seznam děkanů Fakulty vojenského leadershipu Univerzity obrany
Toto je seznam děkanů Fakulty vojenského leadershipu Univerzity obrany.
1. Petr Hajna (2003–2004)[1]
2. Bohuslav Přikryl (2004–2005)[2][3]
3. Miroslav Šuhaj (2006–2010)[4]
4. Vladan Holcner (2010–2018)[5][6]
5. Ivo Pikner (2018–2019)[7]
6. Jan Drozd (od 2019)[8]